# Międzynarodowy Festiwal Teatralny Boska Komedia
Międzynarodowy Festiwal Teatralny Boska Komedia – festiwal teatralny organizowany w grudniu od 2008 przez Teatr Łaźnia Nowa oraz  Krakowskie Biuro Festiwalowe. Dyrektorem artystycznym festiwalu jest Bartosz Szydłowski.

## I edycja (2008)
- Spektakle: Odprawa posłów greckich reż. Jan Kochanowski, Lulu reż. Frank Wedekind, Wierszalin. Reportaż o końcu świata - Teatr Wierszalin, Supraśl, Faktory 2 reż. Krystian Lupa, Był sobie POLAK, POLAK, POLAK i diabeł reż. Monika Strzępka, Antygona reż. Bogdan Ciosek, Galgenberg reż. Agata Duda-Gracz, Griga reż. Piotr Sieklucki, ID reż. Marcin Liber, Interracial reż. Mpumelelo Paul Grootboom i Aubrey Sekhabi, Kwartet - podróż na północ reż. Amir Reza Koohestani i Mahin Sadri, Nic co ludzkie reż. Paweł Passini, Piotr Ratajczak, Łukasz Witt-Michałowski, Odpoczywanie reż. Paweł Passini, Odprawa posłów greckich reż. Michał Zadara, Othello reż. Maciej Sobociński, Poważny jak śmierć, zimny jak głaz reż. Tomasz Obara, Romeo i Julia reż. Agata Duda-Gracz,  Sprawa Dantona reż. Jan Klata, Sprzedam dom, w którym już nie mogę mieszkać reż. Jerzy Zoń, Stolik reż. zespół / Karbido, Tajemniczy dar reż. Yaser Khaseb, Tęsknię za Alpami reż. Rolf, Heidi Abderhalden, Utwór sentymentalny na czterech aktorów reż. Piotr Cieplak, Uwiedzenie reż. Roysten Abel, Wesele reż. Anna Augustynowicz, Wszystkie rodzaje śmierci reż. Paweł Passini.

## II edycja (2009)
- Spektakle: Brygada szlifierza Karhana, reż. Remigiusz Brzyk, Teatr Nowy Łódź, Król umiera czyli ceremonie, reż. Piotr Cieplak, Narodowy Stary Teatr, Między nami dobrze jest, reż. Grzegorz Jarzyna, TR Warszawa, T.E.O.R.E.M.A.T., reż. Grzegorz Jarzyna, TR Warszawa, Rozmowy poufne, reż. Iwona Kempa, Teatr J. Słowackiego Kraków, I będzie wesele...j, reż. Piotr Waligórski, Teatr Bagatela Kraków, Trylogia, reż. Jan Klata, Narodowy Stary Teatr, Teatr Dramatyczny Warszawa, Teatr Bagatela Kraków, (A)pollonia, reż. Krzysztof Warlikowski, Nowy Teatr Warszawa, Rozmowy poufne, reż. Iwona Kempa, Teatr J. Słowackiego Kraków, Persona. Marilyn, reż. Krystian Lupa.

- Nagrody: Najlepszy Zespół: Teatr Stary w Trylogii, Najlepsza Rola Męska: Piotr Skiba (Persona. Marilyn), Najlepsza Rola Żeńska: Magdalena Cielecka ((A)pollonia), Najlepszy Reżyser: Krzysztof Warlikowski ((A)pollonia) Wyróżnienie Specjalne - tekst: Między nami dobrze jest, Grand Prix: Między nami dobrze jest, Dodatkowo (T.E.O.R.E.M.A.T.) wyróżnienie za reżyserię świateł.

## III edycja (2010)
- Spektakle: Babel  reż. Maja Kleczewska, Lipiec reż. Iwan Wyrypajew, Tango reż. Jerzy Jarocki, Wesele hrabiego Orgaza reż. Jan Klata, Migrena reż. Anna Augustynowicz, Był sobie Andrzej, Andrzej, Andrzej i Andrzejreż. Monika Strzępka, Odyseja reż. Krzysztof Garbaczewski, Hamlet reż. Maciej Sobociński, Persona. Ciało Simone reż. Krystian Lupa, Orgię reż. Wiktor Rubin, Anhelli. Wołanie reż. Jarosław Fret, Noże w kurach Weroniki Szczawińskiej, Dynastię Natalii Korczakowskiej, Trzy siostry reż. Piotr Ratajczak, Koniec reż. Krzysztof Warlikowski z Nowego Teatru, czy O północy przybyłem do Widawy… czyli opis obyczajów III Mikołaja Grabowskiego z Teatru IMKA, Workcenter of Jerzy Grotowski and Thomas Richards z włoskiej Pontedery (The Living Room, I am America, Not History’s Bones) i dzieła powstałe na krakowskich scenach teatralnych.
- Nagrody: Zwycięzcą Festiwalu został spektakl Był sobie Andrzej, Andrzej, Andrzej i Andrzej w reżyserii Moniki Strzępki, który powstał w Teatrze Dramatycznym im. Jerzego Szaniawskiego w Wałbrzychu. Nagrodę dla najlepszej aktorki otrzymała Karolina Gruszka, występująca w spektaklu Lipiec, także wyróżnionym w kategorii najlepszy dramat. Nagrodę dla najlepszego aktora odebrał Andrzej Szeremeta za rolę Artura w spektaklu Persona. Ciało Simone Krystiana Lupy. Za najlepszego reżysera uznany został Krzysztof Garbaczewski, który na Festiwalu przedstawił autorską wizję Odysei, zrealizowaną w Teatrze Dramatycznym im. Jana Kochanowskiego w Opolu. Reżyser, który wraz z Anną Marią Karczmarską był współautorem scenografii do Odysei, zwyciężył także w kategorii najlepsza scenografia.

## IV edycja (2011)
Festiwal był podzielony na 3 części: Inferno (konkurs spektakli ocenianych przez jury), Paradiso i Purgatorio.
Inferno -  czyli zestaw spektakli konkursowych 4. Międzynarodowy Festiwal Teatralny Boska Komedia, skład ustalany jest poprzez opinie selekcjonerów. W 2012 roku byli to: Anna Burzyńska, Wojciech Majcherek, Joanna Derkaczew, Agnieszka Rataj, Jacek Cieślak, Łukasz Drewniak, Jacek Kopciński, Wojciech Kościelniak, Grzegorz Niziołek, Jacek Sieradzki, Aneta Kyzioł.
- Spektakle: Utwór o matce i ojczyźnie reż. Jan Klata, Teatr Polski we Wrocławiu; Tęczowa Trybuna 2012, reż. Monika Strzępka, Teatr Polski we Wrocławiu; Mickiewicz. Dziady. Performance, reż. Paweł Wodziński, Teatr Polski w Bydgoszczy, Życie seksualne dzikich; reż. Krzysztof Garbaczewski, Nowy Teatr Warszawa; Babel 2, reż. Maja Kleczewska, Państwowa Wyższa Szkoła Teatralna im. L. Solskiego w Krakowie; Judyta, reż. Klemm, Teatr Współczesny w Szczecinie; Klub Polski, reż. Paweł Miśkiewicz, Teatr Dramatyczny M. St. Warszawy; Bracia Karamazow, reż. Janusz Opryński, Teatr Provisorium; Joanna Szalona; Królowa, reż. Wiktor Rubin, Teatr im. S. Żeromskiego w Kielcach; Ojciec, reż. Agata Duda-Gracz, Teatr J. Słowackiego w Krakowie

Paradiso - czyli prezentacja nowych spektakli oraz twórczości młodych polskich reżyserów. 
- Spektakle: Barbelo, o psach i dzieciach, reż. Małgorzata Bogajewska, Teatr Bagatela; Nasze Miasto, reż. Szymon Kaczmarek, Narodowy Stary Teatr; Córeczki reż. Małgorzata Głuchowska, Teatr Dramatyczny M. St. Warszawy

Purgatorio - cześć poświęcona produkcjom prapremierowym.
- Spektakle: Jak nie teraz to kiedy, jak nie my to kto?, reż. Małgorzata Głuchowska, Teatr Ludowy; Pan Tadeusz, czyli ostatni zajazd na Litwie, reż. Mikołaj Grabowski, Narodowy Stary Teatr; Aleksandra. Rzecz o Piłsudskim, reż. Marcin Liber, Teatr Dramatyczny im. J. Szaniawskiego w Wałbrzychu; W imię Jakuba S., reż. Monika Strzępki, Teatr Dramatyczny M. St. Warszawy; Obywatel K. (czytanie sceniczne), reż. Piotr Ratajczak, Teatr im. J. Słowackiego w Krakowie; Wejście smoka. Trailer, reż. Bartosz Szydłowski. W ramach pokazów specjalnych zaprezentowano Iwona, księżniczka Burgunda w reżyserii Mariána Pecko przygotowana w Opolskim Teatrze Lalki i Aktora im. Alojzego Smolki.

- Nagrody: Wyróżnienie Jury dla spektaklu Joanna Szalona; Królowa. Najlepsza przestrzeń oraz oprawa dźwiękowa dla Aleksandry Wasilkowskiej oraz Jana Duszyńskiego za Życie seksualne dzikich. Najlepsza rola męska dla Łukasza Lewandowskiego za rolę Iwana w Braciach Karamazow. Najlepsza rola kobieca dla Agnieszki Kwietniewskiej za rolę tytułową w przedstawieniu Joanna Szalona; Królowa. Najlepszy zespół aktorski dla zespołu Teatru Polskiego we Wrocławiu. Najlepsza reżyseria dla Jana Klaty za Utwór o matce i ojczyźnie. Najlepsze przedstawienie dla Tęczowa Trybuna 2012.